# Фред Хехінгер
Фред Гекінджер (англ. Fred Hechinger) — американський актор. Найбільш відомий за ролями Тревора у фільмі «Восьмий клас», Джона Каллі у вестерні «Новини світу» та Ітана Рассела в психологічному трилері «Жінка у вікні». Також зіграв головну ролі в трилогії жахів «Вулиця страху» на Netflix і знявся в першому сезоні серіалу-антології HBO «Білий лотос».

## Раннє життя
Народився в Нью-Йорку в сім'ї Сари Розен та Пола Гекінджера. Його дід був редактором «The New York Times» з питань освіти. Виріс у Верхньому Вест-Сайді і відвідував школу Сент-Енн, де серед його однокласників були інші актори: Лукас Геджес та Мая Гоук. Працював репортером і навчався в Upright Citizens Brigade. Він єврей.

## Фільмографія

### Фільми
| Рік  |    | Українська назва                   | Оригінальна назва             | Роль                        |
| ---- | -- | ---------------------------------- | ----------------------------- | --------------------------- |
| 2018 | ф  | Восьмий клас                       | Eighth Grade                  | Тревор                      |
| 2018 | ф  | Алекс Стрейнджлав                  | Alex Strangelove              | Джош                        |
| 2018 | ф  | Голос люкс                         | Vox Lux                       | Ейден                       |
| 2019 | ф  | Людський капітал                   | Human Capital                 | Джеймі Меннінг              |
| 2019 | кф |                                    | As They Slept                 | Алекс                       |
| 2020 | кф |                                    | David                         | Девід                       |
| 2020 | ф  | Нехай говорять                     | Let Them All Talk             | Фред                        |
| 2020 | ф  | Новини світу                       | News of the World             | Джон Коллі                  |
| 2021 | ф  | Жінка у вікні                      | Woman in the Window           | Ітан Рассел                 |
| 2021 | ф  | Італійські студії                  | Italian Studies               | Метт                        |
| 2021 | ф  | Вулиця страху, Частина перша: 1994 | Fear Street Part 1: 1994      | Саймон                      |
| 2021 | ф  | Вулиця страху. Частина друга: 1978 | Fear Street Part Two: 1978    | Саймон                      |
| 2021 | ф  | Вулиця страху. Частина третя: 1666 | Fear Street Part Three: 1666  | Ісаак / Саймон              |
| 2022 | ф  | Веселі сторінки                    | Funny Pages                   | Алекс                       |
| 2022 | ф  | Перехрестя м'ясника                | Butcher's Crossing            | Вілл Ендрюс                 |
| 2022 | ф  | Блідо-блакитне око                 | The Pale Blue Eye             | Рендольф Баллінгер          |
| 2023 | ф  | Пекельне літо                      | Hell of a Summer              | Джейсон                     |
| 2024 | ф  | Тельма                             | Thelma                        | Денні                       |
| 2024 | ф  | Хлопчаки з Нікеля                  | Nickel Boys                   | Харпер                      |
| 2024 | ф  | Гладіатор 2                        | Gladiator 2                   | Каракалла                   |
| 2024 | ф  | Крейвен-мисливець                  | Kraven the Hunter             | Дмитро Смердяков / Хамелеон |
| 2025 | ф  | Підготовка до наступного життя     | Preparation for the Next Life | Скіннер                     |

### Телебачення
| Рік  |   | Українська назва   | Оригінальна назва        | Роль                         |
| ---- | - | ------------------ | ------------------------ | ---------------------------- |
| 2021 | с | Підземна залізниця | The Underground Railroad | Джо Екзотік (2 епізоди)      |
| 2021 | с | Білий лотос        | The White Lotus          | Квінн Моссбахер (6 епізодів) |
| 2022 | с | Пем і Томмі        | Pam & Tommy              | Сет Варшавський (4 епізоди)  |

### Музичні відео
- Мая Гоук — To Love a Boy (2019)
- Samia — Never Said (2019)
- Samia — Triptych (2020)
- Samia — Show Up (2021)
- Мая Гоук — The Blue Hippo (2021)

## Нагороди та номінації
| Рік  | Нагорода      | Категорія                                                                 | Номінована робота  | Результат | Прим. |
| ---- | ------------- | ------------------------------------------------------------------------- | ------------------ | --------- | ----- |
| 2021 | Pena de Prata | Найкращий ансамбль у міні-серіалі, серіалі-антології або спец-телепроекті | Підземна залізниця | Номінація | [ 8 ] |
| 2021 | Pena de Prata | Найкращий ансамбль у міні-серіалі, серіалі-антології або спец-телепроекті | Білий лотос        | Перемога  | [ 8 ] |